# Hypermoderne Schule
Die Hypermoderne Schule ist ein von Savielly Tartakower geprägter Ausdruck für eine Stilrichtung im Schach, die nach 1920 schrittweise entwickelt wurde.
Die Vertreter dieser Partieanlage, auch Neuromantiker genannt, vor allem Richard Réti und Gyula Breyer, bauten teilweise auf Thesen von Aaron Nimzowitsch auf und brachen grundsätzlich mit den dogmatischen Regeln von Siegbert Tarrasch. Sie formulierten die Regel von der Besetzung der Schachbrettmitte – des Zentrums – neu, indem sie von einer Beherrschung der Mitte sprachen. Dazu genüge die einstweilige Kontrolle des Zentrums durch Figurenwirkung, im richtigen Augenblick könne dann ein Vorstoß der Mittelbauern unternommen werden. Mit den Erfolgen dieser Spielanlage wiesen sie nach, dass manche Gesetze im Schach nur Maximen sein können, nicht starre Regeln. In seinem Buch „Die neuen Ideen im Schach“ bemerkte Réti, dass durch die Besetzung des Zentrums mit Bauern ebenso Angriffsmarken entstünden wie etwa bei der Schwächung einer Rochadestellung durch einen Schritt des Springerbauern. Diese revolutionäre These begründete er damit, dass etwa nach den Zügen 1. d4 d5 der Punkt d5 zur Angriffsmarke werde und Weiß mit 2. c4 ein Angriffsspiel auf diesen Punkt einleiten könne. Wenn man die Mitte erst später mit Bauern besetze, verhindere man, dass der Gegner sich frühzeitig einen Angriffsplan zurechtlegen könne.
Beispiele für Eröffnungen, die diese in den 1920er und 1930er Jahren „hypermodern“ genannte Spielweise verfolgen, sind verschiedene Indische Eröffnungen und das Réti-System.

## Partiebeispiel
Ein bekanntes Beispiel für den hypermodernen Stil ist der Sieg Richard Rétis gegen den damaligen Weltmeister José Raúl Capablanca beim Turnier in New York 1924.
|   | a | b | c | d | e | f | g | h |   |
| 8 |   |   |   |   |   |   |   |   | 8 |
| 7 |   |   |   |   |   |   |   |   | 7 |
| 6 |   |   |   |   |   |   |   |   | 6 |
| 5 |   |   |   |   |   |   |   |   | 5 |
| 4 |   |   |   |   |   |   |   |   | 4 |
| 3 |   |   |   |   |   |   |   |   | 3 |
| 2 |   |   |   |   |   |   |   |   | 2 |
| 1 |   |   |   |   |   |   |   |   | 1 |
|   | a | b | c | d | e | f | g | h |   |

Réti-Capablanca 1:0
New York, 22. März 1924
Englische Eröffnung, A15
1. Sf3 Sf6 2. c4 g6 3. b4 Lg7 4. Lb2 0–0 5. g3 b6 6. Lg2 Lb7 7. 0–0 d6 8. d3 Sbd7 9. Sbd2 e5 10. Dc2 Te8 11. Tfd1 a5 12. a3 h6 13. Sf1 c5 14. b5 Sf8 15. e3 Dc7 16. d4 Le4 17. Dc3 exd4 18. exd4 S6d7 19. Dd2 cxd4 20. Lxd4 Dxc4 21. Lxg7 Kxg7 22. Db2+ Kg8 23. Txd6 Dc5 24. Tad1 Ta7 25. Se3 Dh5 26. Sd4 Lxg2 27. Kxg2 De5 28. Sc4 Dc5 29. Sc6 Tc7 30. Se3 Se5 31. T1d5 1:0